# Serixia invida
Serixia invida là một loài bọ cánh cứng trong họ Cerambycidae.